# Josep Falp i Plana
Josep Falp i Plana (Barcelona, 30 de maig de 1873 - Barcelona, 3 d'octubre de 1913) va ser un metge i escriptor català, que va fundar la Lliga Vegetariana de Catalunya.

## Biografia
Josep Falp nasqué el 1873 a Barcelona al si d'una família benestant; el seu pare Jacint Falp i Romanyach era un enginyer gironí (projectà i participà en la construcció d'algunes línies fèrries) i la seva mare, Anna Plana i Coma, era filla d'un metge de Solsona. Tenia vuit germans. Estudià a Barcelona. Després que acabà el batxillerat el 1888, mamprengué una carrera de medicina que completà el 1894. Escrigué una topografia mèdica de Solsona que rebé el premi de la Reial Acadèmia de Medicina i Cirurgia de Barcelona el 1900. Fou el fundador i president de la Lliga Vegetariana de Catalunya i a més va dirigir la Revista Vegetariana entre 1908 i 1909. La seva activitat catalanista va ser destacada, participà en el Primer Congrés Internacional de la Llengua Catalana, va defensar el projecte de les Bases de Manresa i fou simpatitzant de la Unió Catalanista, de la Lliga Regionalista i de Catalunya Federal. Fou seguidor de Pi i Margall i del moviment republicà que nasqué a l'Ateneu Barcelonès. També fou redactor de la revista L'Atlàntida i col·laborador a la Revista Homeopàtica.
Es va casar amb Anna Borrell i Valls i van tenir tres filles: Anna, Josefina i Carme.
Segons alguns autors hauria mort a Tarragona, quan tornava de València, on havia anat a fer proselitisme de l'ideari vegetarià, i fou enterrat a Barcelona. Segons el registre civil va morir a Barcelona.

## Obres
- Topografía médica de Solsona y distritos ayacentes (1901)
- Poesies (1902)
- Mossén Verdaguer. El poèta. El sacerdot. L'Home. El Malalt (1902)
- Lo geni català (1905)
- La mesa del vegetariano. Libro de cocina racional para sanos y enfermos  (1911)